# Jerry Fodor
Pour les articles homonymes, voir Fodor.
 (novembre 2017).
Si vous disposez d'ouvrages ou d'articles de référence ou si vous connaissez des sites web de qualité traitant du thème abordé ici, merci de compléter l'article en donnant les références utiles à sa vérifiabilité et en les liant à la section « Notes et références ».
Jerome Alan Fodor, né le 22 avril 1935 à New York et mort le 29 novembre 2017 dans la même ville, est un philosophe américain.
Il est l'un des principaux représentants du fonctionnalisme en philosophie de l'esprit et a été l'un des fondateurs de la théorie computationnelle de l'esprit. 
Il est l'auteur d'ouvrages importants dans les sciences cognitives sur l'hypothèse de la modularité de l'esprit et sur le langage de la pensée. Il est aussi connu pour ses arguments en épistémologie contre le réductionnisme. 
Le modèle de l'esprit défendu par J. Fodor a été désigné de plusieurs façons : on parle de modèle symbolique, « computo-représentationnel » ou tout simplement de cognitivisme. Théorie de référence pour de nombreux auteurs, Daniel Dennett ou Francisco Varela parleront à son propos de la « grande orthodoxie » du cognitivisme. C'est ce modèle qui a été dans la ligne de mire de John Searle dans son expérience de pensée bien connue de la chambre chinoise.

## Carrière
Jerry Fodor a reçu son diplôme de l'université Columbia en 1956 et a soutenu son doctorat en philosophie à l'université de Princeton en 1960 sous la direction de Hilary Putnam. De 1959 à 1986, Fodor fut membre du MIT. De 1986 à 1988, il fut professeur à l'université de la ville de New York (CUNY). Depuis 1988, il est professeur de philosophie et de sciences cognitives à l'université Rutgers dans le New Jersey. 
Il a collaboré au début de sa carrière avec Noam Chomsky et a tiré parti de ses travaux sur le langage pour élaborer sa propre théorie de l'esprit. C'est en 1975 qu'il publie Le Langage de la pensée (The Langage of Thought, non traduit en français) qui fera date dans l'histoire des sciences cognitives. 
Jerry Fodor a reçu le premier prix Jean-Nicod en 1993.

## Philosophie
Fodor défend depuis les années soixante un programme fonctionnaliste en philosophie de l'esprit et sciences cognitives. Les états mentaux existent de manière irréductible (contre le behaviorisme ou l'éliminativisme) et ils sont définis par leur rôle fonctionnel. 
Dans The Language of Thought (1975), il expose la thèse selon laquelle les représentations mentales doivent être analysées comme un langage mental (d'où le terme parfois utilisé de mentalese, mentalais). La structure de ce langage de la pensée, tout comme la syntaxe de la grammaire universelle selon Noam Chomsky serait en fait innée. 
Dans La Modularité de l'esprit, il expose l'hypothèse selon laquelle l'esprit aurait une architecture avec des modules spécialisés et le module sensoriel serait isolé des concepts.

### Le langage de la pensée
Dans son livre The Langage of Thought, Jerry Fodor présente une conception de l'esprit qui s'inspire largement du fonctionnement de l'ordinateur. La pensée serait au cerveau ce que le programme informatique ou logiciel (software) est à la machine (hardware). 
Fodor postule l'existence de représentations mentales dont le contenu renvoie à des entités externes et considère les processus cognitifs comme des opérations sur ces représentations. Au niveau physique, ces représentations sont des effets de l'environnement sur l'organisme. Mais une description purement physique de l'esprit ne permet pas de rendre compte de son fonctionnement cognitif. Fodor adopte alors une conception de l'esprit en lien avec les sciences de l'information qui rend possible une description scientifique rigoureuse mais non réductrice des processus cognitifs. 
Cette conception convertit les représentations ordinaires (la pluie, le mariage) en un vocabulaire abstrait, constitué de symboles (ou « représentations »), sur lesquels s'effectuent des opérations (les « computations »). Ces opérations mentales obéissent à des règles formelles ou syntaxiques susceptibles d'être décrites de façon rigoureuse et exhaustive. Ce sont ces règles qui fixent la façon dont les représentations vont s'associer entre elles, comme avec un ordinateur dont le programme détermine, par des algorithmes, la façon dont les symboles se combinent entre eux lors de l'exécution du programme.  
L'ensemble de ces règles formelles constitue le langage de la pensée. Dans le cadre de ce langage, des idées comme : « si les nuages s'accumulent, alors il va pleuvoir » ou « les gens qui ne s'aiment plus devraient divorcer », seront réduites à des propositions formelles du type « si p alors q » (p → q). C'est à partir de ce genre de propositions qu'un programme peut réaliser des opérations complexes en réponse à certaines actions effectuées sur la machine. De la même façon, le langage de la pensée permet à des organismes intelligents (notamment l'humain) de répondre de façon appropriée à certaines actions ou stimuli lorsqu'ils sont en interaction avec l'environnement.
Les opérations de l'esprit sont donc considérées par Fodor comme des opérations logico-mathématiques effectuées sur des symboles. La pensée peut être décrite formellement comme une manipulation de ces symboles suivant un programme sophistiqué implémenté dans un support matériel — cerveau ou machine. C'est la thèse dite computationnaliste de l'esprit (une forme de fonctionnalisme). Contrairement au matérialisme réductionniste, le computationnalisme rejette la possibilité de réduire la pensée aux seules opérations du cerveau et conçoit qu'il puisse y avoir une multiplicité de supports physiques aux processus mentaux, notamment dans le cadre de l'intelligence artificielle. Il est alors possible de dissocier l'analyse de l'esprit de celle de son support matériel. 
Pour Fodor, le rôle des sciences cognitives, qu'il distingue clairement de celui des neurosciences étudiant le cerveau, est bien d'élucider le fonctionnement de la pensée en recourant à une analyse syntaxique des productions mentales indépendante de toute considération sur le cerveau.

### La modularité de l'esprit
Quelques années plus tard, Fodor publie La Modularité de l'esprit. Sa thèse centrale remet au goût du jour l'ancienne idée des facultés mentales. L'esprit ne fonctionnerait pas comme un tout unifié mais comme un système en grande partie cloisonné où les informations seraient traitées séparément. 
Dans la théorie de la modularité de l'esprit développée par Fodor, le cloisonnement informationnel est « l'aspect le plus important de la modularité » et « l'essence » de la modularité. Il caractérise les systèmes périphériques de traitement de l'information, ceux qui réalisent tous nos processus mentaux automatiques et inconscients. Les informations provenant de l'environnement sont traitées par le psychisme humain dans le cadre de  ces systèmes spécialisés destinés chacun à un type particulier d'opérations, tel que le langage ou la perception visuelle. Toutes les informations sont d'abord traitées de façon cloisonnée avant de converger en partie vers le système central qui opère un regroupement de ces données dans la conscience.
Pour Fodor un module est spécifique à un type précis d'opération et son fonctionnement est autonome, automatique, rapide et inconscient. Il possède en outre une localisation cérébrale précise. Mais comment coordonner ces modules entre eux ? Selon Fodor, ils sont sous la coupe d'un système central chargé de coordonner et de centraliser, à un niveau plus ou moins conscient, les informations traitées par les modules spécifiques.

### Autres apports
Fodor a justifié sa position critique à l'égard de la conception darwinienne de l'évolution par "sélection naturelle" dans son livre What Darwin Got Wrong. Pour Fodor, l'évolution n'est pas une théorie mais une "histoire". Il constate une certaine similarité entre la conception darwinienne de l'évolution et le behaviorisme de B.F. Skinner.

## Œuvres(en)
- Hume Variations, Oxford University Press, 2003,  (ISBN 0-19-928733-3).
- The Compositionality Papers , (avec E. Lepore), Oxford University Press 2002,  (ISBN 0-19-925216-5).
- The Mind Doesn't Work That Way: The Scope and Limits of Computational Psychology, MIT Press, 2000,  (ISBN 0-262-56146-8).
- In Critical Condition, MIT Press, 1998,  (ISBN 0-262-56128-X).
- Concepts: Where Cognitive Science Went Wrong, (The 1996 John Locke Lectures), Oxford University Press, 1998,  (ISBN 0-19-823636-0).
- The Elm and the Expert, Mentalese and its Semantics, (The 1993 Jean Nicod Lectures), MIT Press, 1994,  (ISBN 0-262-56093-3).
- Holism: A Consumer Update, (éd. avec E. Lepore), Grazer Philosophische Studien, vol. 46. Rodopi, Amsterdam, 1993,  (ISBN 90-5183-713-5).
- Holism: A Shopper's Guide, (avec E. Lepore), Blackwell, 1992,  (ISBN 0-631-18193-8).
- A Theory of Content and Other Essays, MIT Press, 1990,  (ISBN 0-262-56069-0).
- Psychosemantics: The Problem of Meaning in the Philosophy of Mind, MIT Press, 1987,  (ISBN 0-262-56052-6).
- The Modularity of Mind: An Essay on Faculty Psychology, MIT Press, 1983,  (ISBN 0-262-56025-9).
- Representations: Essays on the Foundations of Cognitive Science, Harvard Press (Royaume-Uni) et MIT Press (US), 1979,  (ISBN 0-262-56027-5).
- The Language of Thought, Harvard University Press, 1975,  (ISBN 0-674-51030-5).
- The Psychology of Language, avec T. Bever et M. Garrett, McGraw Hill, 1974,  (ISBN 0-394-30663-5).
- Psychological Explanation, Random House, 1968,  (ISBN 0-07-021412-3).
- The Structure of Language, avec Jerrold Katz (éd.), Prentice Hall, 1964,  (ISBN 0-13-854703-3).

### Œuvres traduites en français
- La Modularité de l'esprit : Essai sur la psychologie des facultés, Les Éditions de Minuit, 1986.
- L'esprit, ça ne marche pas comme ça, éd. Odile Jacob, 2003.